# Belgisch leger der partizanen
Het Belgisch leger der partizanen (Frans: Armée belge des partisans) was in de Tweede Wereldoorlog mee verantwoordelijk voor het gewapend verzet in België tegen de Duitse bezetter en de collaborateurs. De partizanen ontstonden door samenvoeging van een aantal groeperingen uit socialistische en communistische kringen, die na de inval van de Sovjet-Unie door het Duitse leger in juni 1941 samenkwamen onder de koepel van het Onafhankelijkheidsfront en georganiseerd werden in het 'Belgisch leger der partizanen'.

## Geschiedenis

### Organisatie
De partizanen waren een militaire organisatie en werden gegroepeerd in compagnies van 9 à 12 verzetslieden. Verschillende compagnies vormden een bataljon, en bataljons werden samengevoegd in een korps. Over heel België waren een tiental korpsen actief.
Aanvankelijk rustten de partizanen zich uit met wapens, munitie en springstoffen achtergebleven tijdens de Achttiendaagse Veldtocht van mei 1940. De uitrusting vormde later tijdens de oorlog vaak een probleem en diende te worden aangevuld met wapens die gestolen of buitgemaakt werden op de vijand. Ook werden explosieven gestolen uit de mijnbouw of munitiefabrieken.

### Verzetsdaden
De partizanen hadden een groot aantal ondergedokenen onder hun rangen, die voortdurend een uitdaging vormden voor de veiligheid en werking van de beweging. De partizanen moesten vaak overgaan tot het uitvoeren van overvallen om geld en rantsoenzegels buit te maken om de ondergedokenen te kunnen onderhouden en de activiteit te garanderen.
De beweging was vooral bekend om haar aanslagen op het spoorverkeer en de telefoon- en telegraafverbindingen. Vanaf 1942 kwam daar nog het vernietigen van oogsten bij, vooral dan koolzaad, waarvan (vaak ten onrechte) gedacht werd dat het door de bezetter gebruikt werd voor synthetische olie en brandstof. De partizanen waren ook betrokken bij het neerschieten van talrijke collaborateurs, wat na de oorlog vooral in de Limburgse korpsen tot controversies zou leiden.
Bij de bevrijding werden de partizanen, net zoals de overige verzetsbewegingen, ontwapend door de Belgische regering. Lang werd geijverd om de partizanen in het reguliere Belgisch leger te laten overgaan, maar de politiek zag dit niet zitten omwille van het communistische karakter van de beweging. Dit leidde bij heel wat verzetslui tot misnoegdheid.
Zie ook 22 augustus 1943 in Zutendaal.